# رن تشنغ فاي
رن تشانغ فاي (بالصينية 任正非؛ مواليد 25 أكتوبر 1944) هو مهندس ورجل أعمال صيني. وهو مؤسس والرئيس التنفيذي لشركة هواوي التي تتخذ من مدينة شنجن مقرًا لها، وهي أكبر شركة مصنّعة لمعدات الاتصالات في العالم وثاني أكبر منتج للهواتف الذكية. قدرت ثروته في شهر فبراير 2019 بقيمة 1.7 مليار دولار أمريكي. 

## النشأة
ولد رن في مقاطعة تشننينغ ، قويتشو ، الصين. كان جده من مقاطعة جيانغسو يعمل طباخاً ورئيس للطهاة. والده رن موكسون Ren Moxun ، فشل في إكمال دراسته الجامعية عندما توفي جده قبل سنة من تخرجه.
درس رن تشنغ ( مواليد 1944 ) الهندسة في جامعة تشونغكينغ في الصين، ثم التحق بمعهد أبحاث جيش التحرير الشعبي الصيني في ذروة الاضطرابات التي سببتها الثورة الثقافية في البلاد في ستينيات القرن الماضي.
أثناء الاحتلال الياباني، هاجر والده جنوبًا إلى قوانغتشو للعمل في مصنع أسلحة حكومي في كومينتانغ كمحاسب. بعد عام 1949، تم تعيين والده مديراً لمدرسة Duyun المتوسطة حيث التقى والدة رن التي كانت تعمل كمدرسة. أصبح رن الأب عضواً في الحزب الشيوعي في عام 1958.

## هواوي
في عام 1987، أسس Ren شركة Huawei Technologies Co. Ltd برأس مال قدره 21000 يوان، أي حوالي 5000 دولار أمريكي في ذلك الوقت. باعت شركة Huawei في البداية معدات لتبادل الهواتف من هونج كونج . ادعى ريتشارد ماكجريجور ، مؤلف كتاب " The Party: The Secret World of Commuist Rulers" في الصين ، أن الشركة قد تلقت دعمًا حكوميًا أثناء مراحل مهمة من تطورها. 

## الحياة الشخصية
كانت زوجة رن الأولى تدعى منغ جون ، ابنة منغ دونغبو ، النائب السابق لحاكم مقاطعة سيتشوان . أنجب منها طفلان: الابنة منغ وانزهو والابن منغ بينغ ، وكلاهما حملا كنية والدتهما.  بعد طلاقهما ، تزوج من ياو لينغ ، التي أنجب منها ابنة أخرى ، أنابيل ياو ، التي يقل عمرها 25 عامًا عن منغ وانتشو. أنابيل هي طالبة في علوم الكمبيوتر بجامعة هارفارد وظهرت لأول مرة في جامعة لو بال ديبوتانت في باريس عام 2018.  تزوج رن للمرة الثالثة من سو وي ، ويقال أنها كانت سكرتيره السابقة. 

## روابط خارجية
- رن تشنغ فاي على موقع مونزينجر (الألمانية)